# Cerkiew Świętej Trójcy w Rosieniach
Cerkiew Świętej Trójcy (lit. Raseinių Švč. Trejybės cerkvė) – cerkiew prawosławna w Rosieniach, wzniesiona w 1870.

## Historia
Pierwsza cerkiew w Rosieniach została wzniesiona z drewna w 1842, nosiła wezwanie św. Jana Teologa. Inicjatorem wzniesienia nowego, okazalszego budynku był wileński generał gubernator Michaił Murawjow, który nakazał przenieść starą cerkiew na cmentarz.
Cerkiew powstała w 1870 na miejscu rozebranego kościoła katolickiego. W związku z tym w 1923 przedstawiciele Kościoła katolickiego domagali się przekazania im obiektu, do czego jednak nie doszło. Według danych z 1937 parafia w Rosieniach liczyła 1321 osób.
Władze radzieckie formalnie zarejestrowały parafię w 1947, do 1956 trwał remont. Liczba parafian spadła w tym okresie do zaledwie 205 osób, w związku z czym istniały – niezrealizowane – plany zamknięcia cerkwi. W latach 1996–1997 obiekt ponownie był remontowany. Obecnie jest to cerkiew filialna parafii w Kiejdanach.

## Architektura
Cerkiew w Rosieniach jest trójdzielnym, malowanym na biało budynkiem. Wejście do niej prowadzi przez przedsionek, nad którym wznosi się dekorowana oślimi grzbietami dzwonnica. Nad kwadratową nawą położona jest sygnaturka zwieńczoną niewielką cebulastą kopułą. Ponad pomieszczeniem ołtarzowym wznosi się jeszcze jedna mała kopuła. Cerkiew posiada również dwa wejścia boczne ze skromnymi portalami. Okna budynku są prostokątne, ze skromnymi obramowaniami.
We wnętrzu zachował się oryginalny dwurzędowy ikonostas oraz dwa ołtarze boczne.